# Bole (Impulseinheit)
Das Bole (Einheitenzeichen: bole) war eine vorgeschlagene Einheit für den Impuls im CGS-System, die allerdings nie offiziell eingeführt wurde.
{\displaystyle 1\,\mathrm {bole} =1\,\mathrm {\frac {g\cdot cm}{s}} }
In SI-Einheiten:
{\displaystyle 1\,\mathrm {bole} =10^{-5}\,\mathrm {\frac {kg\cdot m}{s}} }